# Фёрстер, Олаф
Олаф Фёрстер (нем. Olaf Förster; род. 2 ноября 1962, Карл-Маркс-Штадт) — немецкий гребец, выступавший за сборную ГДР по академической гребле в 1980-х годах. Чемпион летних Олимпийских игр в Сеуле, двукратный чемпион мира, победитель многих регат национального и международного значения. Президент гребного клуба «Дрезднер» (нем. Dresdner Ruder-Club 1902 e.V.).

## Биография
Олаф Фёрстер родился 2 ноября 1962 года в городе Карл-Маркс-Штадт, ГДР. В детстве серьёзно занимался плаванием, выигрывал медали на Спартакиадах ГДР 1977 и 1979 годов, но затем перешёл в академическую греблю. Проходил подготовку в Дрездене в местном спортивном клубе «Анхайт Дрезден» под руководством тренера Дитера Грана.
Впервые заявил о себе в гребле в 1983 году, выиграв серебряную медаль на чемпионате ГДР в восьмёрках. Попав в основной состав восточногерманской национальной сборной, принял участие в регате «Дружба-84» в Москве, где завоевал серебряную медаль в программе безрульных распашных четвёрок — уступил на финише только экипажу из СССР.
В 1985 году побывал на чемпионате мира в Хазевинкеле, откуда привёз награду бронзового достоинства, полученную в безрульных четвёрках.
На мировом первенстве 1986 года в Ноттингеме стал бронзовым призёром в рулевых двойках.
В 1987 году в безрульных четвёрках одержал победу на чемпионате мира в Копенгагене.
Благодаря череде удачных выступлений удостоился права защищать честь страны на летних Олимпийских играх 1988 года в Сеуле — в составе экипажа, куда также вошли гребцы Ральф Брудель, Роланд Шрёдер и Томас Грайнер, занял первое место в программе мужских распашных четвёрок без рулевого и тем самым завоевал золотую олимпийскую медаль. За это выдающееся достижение по итогам сезона был награждён орденом «За заслуги перед Отечеством» в золоте.
После сеульской Олимпиады Фёрстер остался в составе гребной команды ГДР и продолжил принимать участие в крупнейших международных регатах. Так, в 1989 году он выступил на мировом первенстве в Бледе, где вновь победил в безрульных четвёрках, став таким образом двукратным чемпионом мира по академической гребле.
В 1990 году на чемпионате мира в Тасмании добавил в послужной список бронзовую награду, полученную в зачёте безрульных четвёрок.
Впоследствии работал страховым агентом. Женился на известной немецкой гребчихе Керстин Пилот, есть двое детей.